# Keuneueu
Keuneueu is een bestuurslaag in het regentschap Aceh Besar van de provincie Atjeh, Indonesië. Keuneueu telt 474 inwoners (volkstelling 2010).